# Гельдыниязов, Мамедмурад
Мамедмурад Гельдыниязов (туркм. Mämmetmyrat Geldinyýazow; род. 1971, пос. Джебел, Красноводская область, Туркменская ССР) — туркменский государственный деятель.

## Биография
В 1993 году окончил Туркменский государственный университет имени Махтумкули, получив специальность учителя химии.
После окончания вуза, в 1993—1999 годах, — преподаватель и старший преподаватель на кафедре Туркменского государственного университета имени Махтумкули.
В 1999—2010 гг. — доцент кафедры химии, 2010—2011 гг. — доцент кафедры органической и коллоидной химии химико-биологического факультета Туркменского государственного университета имени Махтумкули.
2011—2014 — директор педагогического училища имени Беки Сейтакова.
07.01.2014 — 26.01.2018 — председатель Комитета Меджлиса Туркмении по науке, образованию, культуре и молодёжной политике.
С 26 января 2018 года по 4 июля 2020 года занимал должность министра образования Туркмении.
С 4 июля по 9 октября 2020 года работал заведующим отделом образования и общественности Кабинета Министров Туркменистана.
С 9 октября 2020 — заместитель председателя кабинета министров страны по вопросам науки, образования, здравоохранения и спорта.

## Награды и звания
- Медаль «Махтумкули Фраги»
- медаль «За любовь к Отечеству»
- юбилейная медаль «Независимый, Вечный Нейтральный Туркменистан»
- юбилейная медаль «25 лет Нейтралитета Туркменистана»